# Hypsanacis hoplites
Hypsanacis hoplites är en stekelart som först beskrevs av Porter 1967.  Hypsanacis hoplites ingår i släktet Hypsanacis och familjen brokparasitsteklar. Inga underarter finns listade i Catalogue of Life.